# Loireag

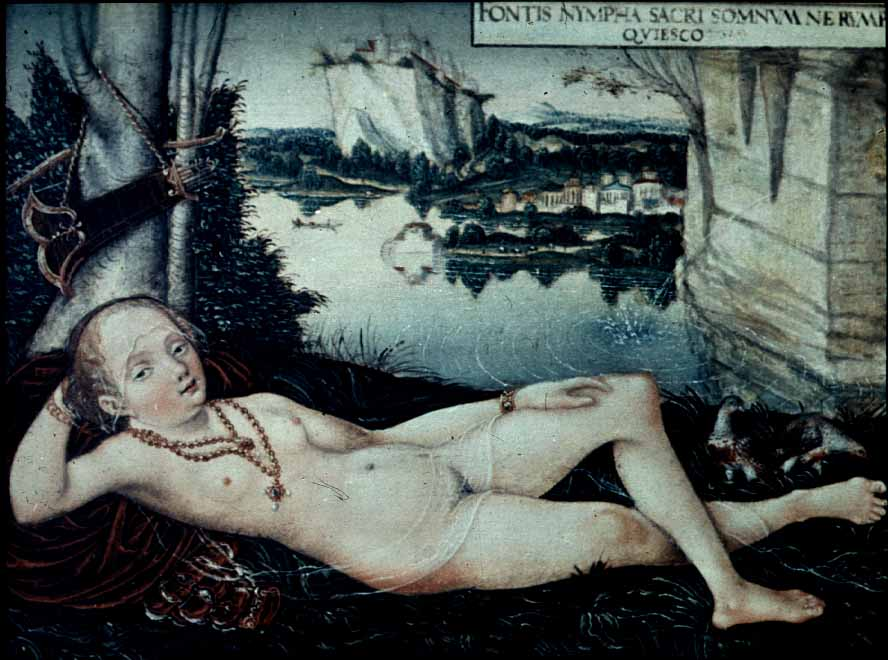
Une nymphe des eaux au repos, par Lucas Cranach l'Ancien (vers 1530).

La Loireag (appelé aussi Lorreag) est une nymphe ou un lutin des eaux du folklore écossais. Les loireag sont fameuses dans le monde des elfes par le talent incomparable qu'elle montrent dans l'art de filer et de tisser, pour lequel elles veillent au strict respect des traditions et des rites. 

## Description
Ressemblant à une jeune fille au teint pâle, habillée de blanc, mais de la taille d’un nouveau-né, « son physique serait semblable à l’Henetrot, à l’exception de sa lèvre déformée ». Tant son aspect extérieur que son comportement ressembleraient aussi beaucoup à ceux des Fileuses, des Demoiselles de pierre, des Filandières et des Fileuses de nuit. Ses vêtements seraient « ceux des habitantes de l’ouest de l’Écosse  ». Elles vivraient dans les îles Hébrides « d’Uist , de Benbecula et de Barra »  et plus particulièrement  dans « de splendides appartements au sommet du Ben More ». Ce qu’elles adorent par-dessus tout, c’est le lait et la crème provenant de la vache. Elles sont également, dit-on, très sensibles à la musique.

## Des fileuses respectées

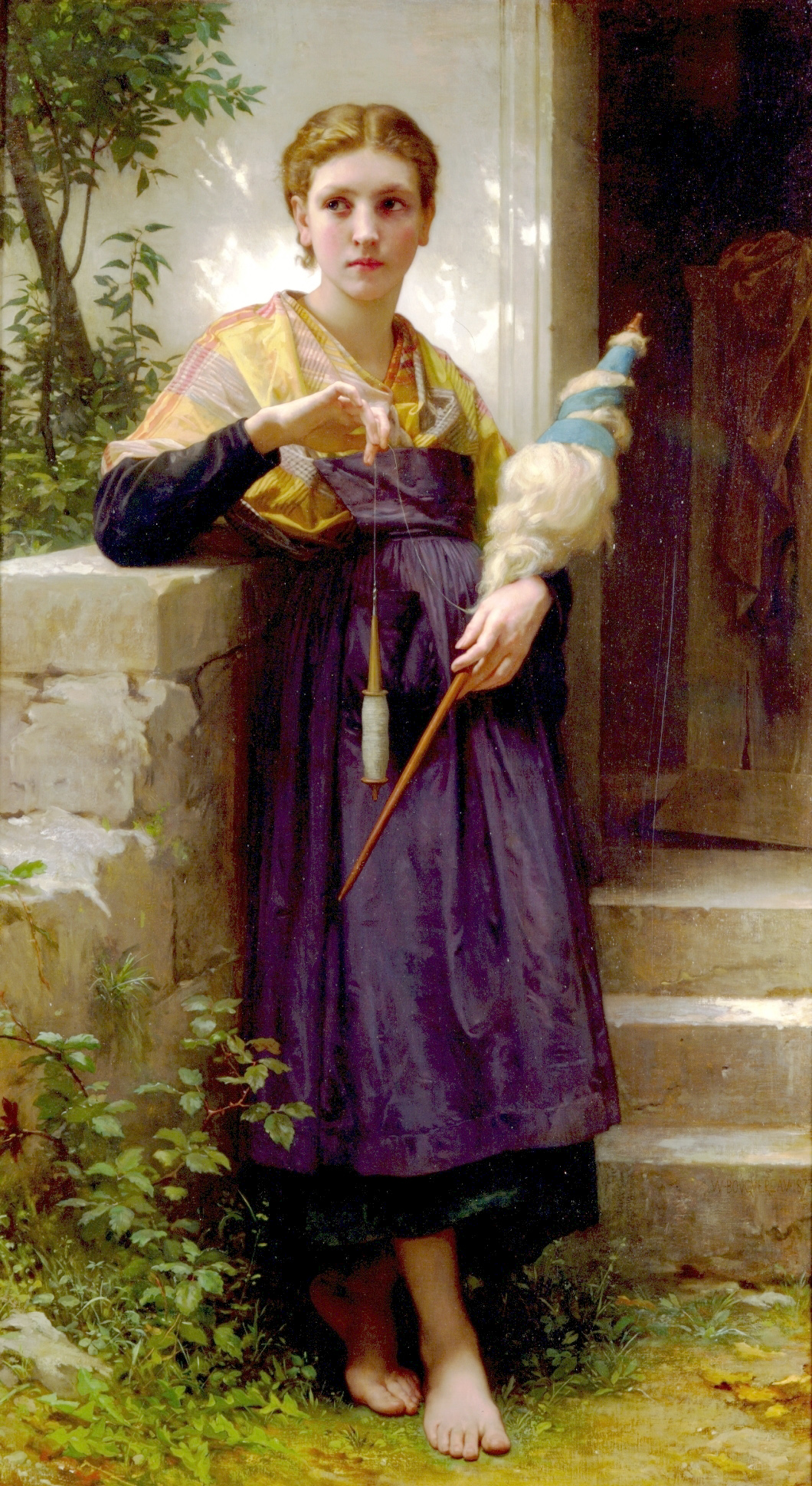
La Fileuse, par William-Adolphe Bouguereau (1873).

### Un fil sans égal
Selon Pierre Dubois spécialiste du folklore : « [Elles] sont très respectées par le monde elfique et féerique pour leur art de filer et de tisser ». À cela il ajoute : « [Qu’elles] supervisent toute la fabrication des tissus et habits d’Elfrie, mais aussi du monde mortel des îles de l’ouest de l’Écosse » .
La qualité de leur fils serait sans égal : Dubois allègue qu’il possède la finesse du fil d’araignée et la résistance de l’acier. Si l’on trouve par hasard une de ses pelotes de fils, il ne servirait à rien de tenter de la ramasser avec l’intention de se l’approprier, car elle prendrait vie et vous entraînerait dans une course folle en vous narguant sans cesse. Il faut  plutôt la mettre à un endroit bien en vue afin que la Loireag la récupère.

### Gardiennes des traditions de l'art du filage
Leur talent sans égal pour tout ce qui touche à l'art du filage et du tissage en fait les gardiennes des traditions en ce domaine : en effet, si elles surprennent une femme à filer ou à tisser sans respecter coutumes et rites, elles en témoigneront un net ressentiment à son égard, allant parfois jusqu'à annuler tout son travail pour l'obliger à reprendre son ouvrage depuis le début. C'est ainsi le cas si la femme se permet de chanter deux fois la même chanson pendant le lavage de la laine brute ; de même, si elle chante faux ou d'une voix éraillée, les loireag se montreront particulièrement dures envers elle.